# Дик Милър
Ричард „Дик“ Милър (на английски: Richard „Dick“ Miller) (25 декември 1928 – 30 януари 2019 г.) е американски актьор.
Появява се в над 100 филма. Сред заглавията с негово участие са „Кофа с кръв“, „Зоната на здрача: Филмът“, „Гремлини“, „Терминаторът“, „Вътрешен космос“, „Малките войници“, „Шантави рисунки: Отново в действие“ и други.

## Личен живот
На 6 октомври 1967 г. Милър се жени за Шийла Илейн Халпърн, от която има дъщеря на име Барбара. Умира на 30 януари 2019 г. в Лос Анджелис от естествена смърт.

## Избрана филмография
- Кофа с кръв (1959)
- Ню Йорк, Ню Йорк (1977)
- 1941 (1979)
- Зоната на здрача: Филмът (1983)
- Гремлини (1984)
- Терминаторът (1984)
- Часове по-късно (1985)
- Вътрешен космос (1987)
- Гремлини 2: Новата партида (1987)
- Батман: Маската на Фантома (1993)
- Батман: Анимационният сериал (1993)
- Стар Трек: Космическа станция 9 (1993)
- Малките войници (1998)
- Шантави рисунки: Отново в действие (2003)
- Лигата на справедливостта без граници (2004)